# 아드미랄테이스키구

아드미랄테이스키 구의 위치

아드미랄테이스키구(러시아어: Адмиралтейский район)는 상트페테르부르크의 중부에 위치한 행정 구역이다. 북쪽과 서쪽은 네바강에, 남서쪽은 예카테린곱카 강에, 동쪽은 고로호바야 거리에 둘러싸여 있으며, 남쪽은 자고로드니 대로에 접해 있다. 인구는 18만7,837명(2002년)이다.
행정 구역
- 예카테린고프스키 자치구(Екатерингофский округ)
- 아드미랄테이스키 자치구(Адмиралтейский округ)
- 세묜오브스키 자치구(Семёновский округ)
- 세노이 자치구(Сенной округ)
- 콜롬나(Коломна округ)
- 이즈마일롭스코예(Измайловское)